# Oodgeroo Noonuccal
Oodgeroo Noonuccal także Kath Walker (do 1988 roku), właśc. Kathleen Jean Mary Ruska (ur. 3 listopada 1920 na North Stradbroke Island, Queensland, Australia, zm. 16 września 1993 w Brisbane) – australijska pisarka aborygeńska, aktywistka polityczna na rzecz praw Aborygenów, jako pierwsza Aborygenka opublikowała książkę – tomik poezji We Are Going (1964).

## Znaczenie nazwiska
Oodgeroo Noonuccal oznacza „Oodgeroo z plemienia Noonuccal”. Nazwa plemienia zapisywana jest także jako Nunuccal, Noonuckle lub Nunukul.

## Życiorys
Oodgeroo Noonuccal urodziła się 3 listopada 1920 roku na wyspie North Stradbroke Island w Queensland. Została ochrzczona jako Kathleen Jean Mary Ruska. Dorastała na wyspie Stradbroke Island. Po ukończeniu szkoły podstawowej w wieku 13 lat rozpoczęła służbę w prywatnym domu w Brisbane. Trzy lata później nie została przyjęta na kurs pielęgniarek z uwagi na pochodzenie. Zaangażowała się w walkę o prawa Aborygenów.
W 1942 roku wstąpiła do Australian Women's Army Service, gdzie służyła jako telefonistka przez dwa lata. W tym samym roku poślubiła Bruce’a Walkera. Wstąpiła do Komunistycznej Partii Australii (ang. Communist Party of Australia). 
W latach 60. XX w., przez 10 lat, pełniła funkcję sekretarza Federal Council for the Advancement of Aboriginal and Torres Strait Islanders (FCAATSI), pracując na rzecz integracji Aborygenów. Działała na rzecz usunięcia z konstytucji Australii zapisów dyskryminujących Aborygenów. W 1967 roku konstytucja została zmieniona. 
W 1969 roku kandydowała z ramienia Australijskiej Partii Pracy w Greenslopes w wyborach stanowych w Queensland. Od 1972 roku była dyrektorem centrum kultury i edukacji Aborygenów Noonuccal-Nughie na Stradboke Island. W latach 1978–1979 przebywała w Stanach Zjednoczonych na stypendium Fundacji Fulbrighta prowadząc wykłady na temat praw Aborygenów. 
Od 1987 roku posługiwała się plemiennym imieniem i nazwiskiem Oodgeroo Noonuccal.
Zmarła 16 września 1993 roku w Brisbane.

## Twórczość literacka
Oodgeroo Noonuccal pisała poezje, opowiadania, a także spisywała bajki i mity Aborygenów. Jej tomik poezji We Are Going (1964) był pierwszą książką opublikowaną przez Aborygenkę. 

### Publikacje
- 1964 – We Are Going[3]
- 1966 – The Dawn Is at Hand[3]
- 1970 – My People: A Kath Walker Collection[3]
- 1972 – Stradbroke Dreamtime[3]
- 1981 – Father Sky and Mother Earth[3]
- 1988 – The Rainbow Serpent[3]
- 1989 – The Spirit of Australia[3]
- 1989 – Towards a Global Village in Southern Hemisphere[3]
- 1990 – Australian Legends and Landscapes[3]

## Nagrody i odznaczenia
- 1970 – Order Imperium Brytyjskiego (Oodgeroo Noonuccal zwróciła order w 1987 roku w proteście przeciwko obchodom 200-lecia Australii w 1988 roku[1] i traktowaniu Aborygenów w okresie kolonialnym[3])
- 1970 – Mary Gilmore Medal[1]
- 1975 – Jessie Litchfield Award[1]
- International Acting Award[1]
- Fellowship of Australian Writers' Award[1]